# Up in the Air Forever
Up in the Air Forever ist das dritte Studioalbum der australischen Nu-Metal-/Metalcore-/Hardcore-Punk-Band Ocean Grove. Es erschien am 22. April 2022 über UNFD. 

## Entstehung
Kurz nach der Veröffentlichung des Vorgängeralbums Flip Phone Fantasy brach die COVID-19-Pandemie aus, so dass die geplanten Tourneen nicht stattfinden konnten. Die Musiker nutzten die Zeit, um neue Musik zu schreiben, wobei zunächst Videotelefonie genutzt werden musste. Als sich die Band wieder im Proberaum treffen konnte merkten sie schnell, dass die Musiker genügend Material für ein neues Album hatten. Laut dem Sänger Dale Tanner fühlten sich die neuen Lieder „lustig, positiv und aufregend“ an und versetzte die Band in eine „positive Stimmung“. Musikalisch haben sich die Musiker dazu entschieden, ein zusammenhängenderes Werk zu schreiben anstatt wie zuvor „mit allen möglichen Klängen, Genres und Ideen zu arbeiten“. Im Oktober 2021 verließ der Gitarrist Matthew Henley die Band, woraufhin Ocean Grove als Trio weitermachten.
Als Gastmusiker sind Lil Aaron bei dem Lied HMU sowie die Band Dune Rats bei dem Lied Bored zu hören. Produziert wurde das Album vom Schlagzeuger Sam Bassal, der auch die Abmischung und das Mastering übernahm. Musikvideos wurden für die Lieder Cali Sun, Silver Lining, und Sex Dope Gold veröffentlicht. Das Albumcover zeigt die drei Musiker als Comicfiguren. Hinter ihnen tritt ein überdimensionierter Schuh ein Loch durch eine Wand, durch das man eine Stadt in Flammen sieht. Das Motiv wurde durch die Sportkomödie Like Mike inspiriert. Die Lieder des Album sollen den Hörer dazu ermutigen und befähigen, zu tun, was auch immer sie tun wollen.

## Titelliste
1. Flava – 3:21
2. Sex Dope Gold – 2:57
3. Cali Sun – 3:47
4. Bustin – 3:18
5. Silver Lining – 3:30
6. HMU (feat. Lil Aaron) – 1:57
7. Bored (feat. Dune Rats) – 3:44
8. Noise – 3:05
9. Silence – 3:15
10. Up in the Air Forever – 3:45

## Rezeption

### Rezensionen
Laut Simon Valentine vom australischen Onlinemagazin Wall of Sound enthält Up in the Air Forever zehn Lieder mit dem „schnittigsten und brilliant-handgefertigsten Rock, den er in diesem Jahr gehört hat“. Für „eine der herausragendsten Veröffentlichungen der australischen Musik im Jahr 2022“ vergab Valentine neun von zehn Punkten. Für Emma Wilkes vom Magazin Kerrang ist Up in the Air Forever eines jeder Album, das das „freudige Gefühl des Sommers hervorruft, auch wenn draußen das Gras gefroren ist“. Ocean Grove hätten „die Knoten des Vorgängeralbums ausgebügelt“ und stattdessen „große, spaßige und vielseitige Songs“ geschrieben. Wilkes vergab vier von fünf Punkten. Kritisch zeigte sich Luke Nuttall vom Onlinemagazin The Soundboard Reviews, für den Ocean Grove ein Paradoxon darstellt. Das neue Album wäre „bereit, öfters gespielt zu werden, ohne fesselnd zu sein“. Es ist „eingängiger, verzichtet aber auf instrumentale Details“. Nuttall vergab sechs von zehn Punkten.

### Chartplatzierungen
| ChartsChartplatzierungen | Höchstplatzierung | Wochen |
| ------------------------ | ----------------- | ------ |
| Australien (ARIA)        | 8 (1 Wo.)         | 1      |